# Jorge Luis Borges
Jorge Francisco Isidoro Luis Borges Acevedo ( audio) (Buenos Aires, 24 d'agost del 1899 - Ginebra, 14 de juny del 1986), (OBE), va ser un poeta, narrador i assagista argentí i un dels més destacats escriptors llatinoamericans de la seva generació, i de la literatura en castellà en general. És conegut especialment pels seus contes, assajos i per la seva obra poètica. Va ser nominat diverses vegades per al Premi Nobel de Literatura, però no li va ser atorgat.

## Biografia

### Joventut
El pare de Borges, Jorge Guillermo Borges, va ser advocat i professor de psicologia, però també tenia aspiracions literàries ("va intentar ser escriptor i va fallar en l'intent", va dir alguna vegada Borges. Segons Borges, son pare "va compondre alguns sonets molt bons"). Sa mare, Leonor Acevedo Suárez, uruguaiana, va aprendre anglès amb l'ajut del seu marit i va traduir-ne diverses obres al castellà. La família de son pare tenia orígens espanyols, portuguesos i anglesos; la de sa mare espanyols i possiblement portuguesos. En sa casa es parlava en castellà i anglès, de manera que des de la seua infància Borges va ser bilingüe, i va aprendre a llegir anglès abans que castellà. Va créixer en el barri de Palermo -llavors quasi un raval-, en una casa gran amb una abundant biblioteca que pertanyia a son pare.
Va estudiar primer a l'Argentina i, durant la seua joventut, a Suïssa. Jorge Guillermo Borges es va veure obligat a deixar la seua professió d'advocat a causa de la mateixa ceguesa progressiva i hereditària que, dècades més tard, afectaria també el seu fill. La família va viatjar a Europa, i en esclatar la Primera Guerra Mundial l'any 1914 la família es va mudar a Ginebra, on el pare de Borges va ser tractat per un oftalmòleg de la ciutat, mentre Borges i la seua germana Norah (nascuda l'any 1902) assistien a l'escola, on Borges va aprendre francès i llatí. Durant aquests anys, Borges també va aprendre de manera autodidacta l'alemany.
Després de la Primera Guerra Mundial, la família Borges va passar tres anys a Lugano, Barcelona, Mallorca, Sevilla i Madrid. Durant la seua estada a Suïssa, va entrar en contacte amb els expressionistes alemanys, i a Espanya es va unir als poetes ultraistes, que van influir poderosament en la seua primera obra lírica. La seua primera poesia, "Himne a la mar", escrita en l'estil de Walt Whitman, va ser publicada a la revista Grecia.

### Inicis de la seva carrera literària
El 24 de gener del 1921, va aparèixer el primer número de la revista literària espanyola Ultra, que -com el seu propi nom deixa entreveure- era l'òrgan difusor del moviment ultraista. Entre els col·laboradors més notables, hi havia el mateix Borges, Rafael Cansinos-Assens, Ramón Gómez de la Serna i Guillermo de Torre, que més tard es casaria amb Norah Borges.
El 4 de març del 1921, els Borges —el contingent estava compost per l'àvia paterna, Frances Haslam, que se'ls havia unit a Ginebra el 1916; els pares, Leonor Acevedo i Jorge Guillermo Borges i la germana, Norah Borges— van embarcar en el port de Barcelona en el vaixell "Reina Victòria Eugènia" que els tornaria a Buenos Aires. En el port, els esperava Macedonio Fernández l'amistat del qual Borges hauria d'heretar de son pare. Ja a Buenos Aires, publica a la revista Cosmópolis (espanyola), funda la revista mural Prisma (de la qual només es publiquen dos números), i també publica a Nosotros, dirigida per Alfredo Bianchi. En aquesta època, coneix Concepción Guerrero, una jove de setze anys de qui s'enamora. L'any 1922, visita Leopoldo Lugones junt amb Eduardo González Lanuza; per a donar-li el segon (i últim) número de Prisma. L'agost del 1924, funda Proa, revista oberta a tota ideologia, junt amb Macedonio Fernández, Ricardo Güiraldes, autor de Don Segundo Sombra; Alfredo Branden Caraffa i Pablo Rojas Paz. També col·labora a Martín Fierro, Nosotros i Valoraciones. L'any 1931, es publica el primer número de Sur, dirigida per Victoria Ocampo; en aquest primer número, Borges col·labora amb un article dedicat al coronel Ascasubi. També hi escriuen: Victoria Ocampo, Waldo Frank, Alfonso Reyes, Jules Supervielle, Ernest Ansermet, Walter Gropius, Ricardo Güiraldes i Pierre Drieu la Rochelle.
L'any 1923, poc abans d'un segon viatge a Suïssa, Borges publica el seu primer llibre de poesia, Fervor de Buenos Aires, en el qual es prefigura, segons paraules del mateix Borges, tota la seua obra posterior. Va ser una edició preparada amb presses i corregudes en la qual es van colar algunes errades i que, a més, no té pròleg. Per a la tapa, la seua germana Norah va realitzar un gravat. Es van editar aproximadament tres-cents exemplars; els pocs que es conserven són considerats tresors pels bibliòfils i en alguns s'aprecien correccions manuscrites realitzades pel mateix Borges. Lamentablement, l'únic exemplar pertanyent a la Biblioteca Nacional Argentina va ser robat junt amb altres primeres edicions de Borges l'any 2000.
Més tard va escriure, entre altres publicacions, a Martín Fierro, una de les revistes clau de la història de la literatura argentina de la primera meitat del segle xx. No obstant la seua formació europeista, va reivindicar temàticament les seues arrels argentines, i en particular portenyes, en poemaris com Fervor de Buenos Aires (1923), Luna de enfrente (1925) i Cuaderno de San Martín (1929). Va compondre lletres de tangos i milongues, si bé va defugir «la sensibleria de l'inconsolable tango cançó i l'ús sistemàtic del lunfardo, que infon un aire artificiós a les senzilles cobles». En les seues lletres i alguns relats es narren les dubtoses gestes de la gent dels baixos fons, a qui mostra en tota la seua desposseïda brutalitat, tot i que dins d'un clima tràgic i fins i tot èpic.
Si bé la poesia va ser un dels fonaments del seu quefer literari, l'assaig i la narrativa van ser els gèneres que li van reportar el reconeixement universal. Dotat d'una vasta cultura, va elaborar una obra de gran solidesa intel·lectual sobre els fonaments d'una prosa precisa i austera, amb la qual va manifestar un irònic distanciament de les coses i el seu delicat lirisme. Les seues estructures narratives alteren les formes convencionals del temps i de l'espai per a crear mons alternatius de gran contingut simbòlic, construïts a partir de reflexos, inversions i paral·lelismes. Els relats de Borges prenen la forma d'endevinalles, o de potents metàfores de rerefons metafísic.
Entre les seues destacades amistats d'esta època es compten José Bianco, Adolfo Bioy Casares, Estela Canto i diversos més, sobretot els pròxims al cercle de la revista Sur.

### Maduresa
L'any 1946 Juan Domingo Perón és elegit president, vencent així la Unión Democrática. Borges, que havia donat suport a aquesta última, es manifestava obertament en contra del nou govern, la qual cosa va provocar que haguera d'abandonar la seua funció de bibliotecari, i es negara a acceptar el càrrec d'"inspector d'aus i conills". Borges manifesta respecte al nou govern: "Les dictadures fomenten l'opressió, les dictadures fomenten el servilisme, les dictadures fomenten la crueltat; més abominable és el fet que fomenten la idiotesa. Conserges que balbucegen imperatius, efígies de cabdills, visques i 'muires' prefixats, cerimònies unànimes, la mera disciplina usurpant el lloc de la lucidesa... Combatre aquestes tristes monotonies és un dels molts deures de l'escriptor. Hauré de recordar als lectors del Martín Fierro i de Don Segundo Sombra que l'individualisme és una vella virtut argentina?"
Per aquest motiu, ha de superar la seua timidesa, i impartir conferències. L'any 1948, la seva germana Norah, sa mare i una amiga són detingudes, acusades d'escàndol a la via pública. Norah Borges i la seva amiga Adela Grondona són tancades uns dies a la presó de dones del Buen Pastor, i en el cas de Leonor Acevedo es decreta arrest domiciliari per raons d'edat.
L'any 1950, és elegit president de la SADE i un any després apareix editat a Mèxic Antiguas Literaturas Germánicas, escrit en col·laboració amb Delia Ingenieros.
Després de la Revolución libertadora que va derrocar Perón és nomenat director de la Biblioteca Nacional, càrrec que va ocupar des del 1955 fins a la seua renúncia l'any 1973, a causa de la tornada al poder del mateix Juan Domingo Perón, i és elegit membre de l'Academia Argentina de Letras. L'any 1956, va ser professor de literatura anglesa en la Universitat de Buenos Aires i president de l'Asociación de Escritores Argentinos. En aquells moments va ser molt criticat, entre d'altres per Ernesto Sábato i per Ezequiel Martínez Estrada, per la seva adhesió al nou govern. Sábato i Borges van continuar enemistats fins al 1975.
El 21 de setembre del 1967 Borges es casa per primera vegada. Ho fa amb Elsa Astete Millán, matrimoni que només va durar fins a octubre del 1970.
Alguns dels més importants premis que Borges va rebre van ser el Nacional de Literatura, l'any 1957; l'Internacional d'Editors, el 1961; el Formentor, compartit amb Samuel Beckett, el 1969; el Cervantes, màxim guardó literari en llengua castellana, compartit amb Gerardo Diego, el 1979; i el Balzán, el 1980. Tres anys més tard, el govern espanyol li va concedir la Gran Creu de l'Orde Civil d'Alfons X el Savi.
Malgrat el seu enorme prestigi intel·lectual i el reconeixement universal que ha merescut la seua obra, i malgrat que el seu nom era sempre present a les llistes del premi, no va ser distingit amb el Premi Nobel de Literatura. S'especula que va ser exclòs de la possibilitat d'obtenir-lo per haver acceptat un premi atorgat per la presidència d'Augusto Pinochet.

### Últims anys
L'any 1973, davant d'una nova victòria del peronisme, Borges insisteix a recordar al primer govern de Perón com "els anys d'oprobi". El 1975 mor sa mare, als noranta-nou anys. A partir d'aquest moment, Borges realitzaria els seus viatges junt amb una exalumna, després secretària i finalment, en la senectut de Borges, la seua segona esposa María Kodama.
El 1980 va signar una Sol·licitud pels desapareguts en el diari Clarín. Borges va dir respecte a això: «una vesprada van venir a casa les Àvies i Mares de "Plaza de Mayo" a contar-me el que passava. Algunes serien histriòniques, però jo vaig sentir que moltes ploraven sincerament, perquè un sent la veracitat. Pobres dones, tan dissortades. Això no vol dir que els seus fills fossin invariablement innocents, però no importa. Tot acusat té dret, almenys, a un fiscal, per no parlar d'un advocat defensor. Tot acusat té dret a ser jutjat. Quan em vaig assabentar de tot aquest assumpte dels desapareguts em vaig sentir terriblement malament. Em van dir que un general havia comentat que si entre cent persones segrestades, cinc eren culpables, estava justificada la matança de les noranta-cinc restants. Hauria hagut d'oferir-se ell per ser segrestat, torturat i mort per provar aquesta teoria, per donar validesa al seu argument!»
L'any 1982, va condemnar la invasió argentina de les Illes Malvines, i va valorar positivament les conseqüències de la derrota: «Si s'hagueren reconquerit les Malvines, possiblement els militars s'hagueren perpetuat en el poder i tindríem un règim d'aniversaris, d'estàtues eqüestres, de falta de llibertat total. A més, jo crec que la guerra es va fer per això, no?»
El dia que Jorge Luis Borges va assistir a la sala on es jutjaven les Juntes Militars argentines va escriure una crònica per a l'agència espanyola EFE. La va titular "Dilluns, 22 de juliol de 1985".
Va morir víctima d'un càncer hepàtic el 14 de juny del 1986, poc després d'haver-se casat amb María Kodama a la ciutat de Ginebra, la qual Borges havia designat "una de les meues pàtries" i que va triar, segons comentari irònic, per quedar bé en l'inici de les enciclopèdies pòstumes). Seguint la seva última voluntat, les seves restes romanen al cementeri de Plainpalais, a la part sud de la ciutat, a la tomba 735, ubicació D-6, a la dreta d'un xiprer. La làpida de la seva tomba és d'una pedra blanca i aspra, i a la part superior s'hi llegeix "Jorge Luis Borges"; després està escrit en anglès antic "And ne forhtedon na", que significa "I que no temeren", junt amb un gravat circular amb set guerrers que han tirat els seus escuts i que, amb l'espasa trencada, es dirigeixen al combat, i a la possible mort; i una petita creu de Gal·les i "1899/1986". Al dors de la làpida, hi ha inscrits dos versos de la Saga Volsunga (s. XIII): "Ell va prendre la seua espasa, Gram, i va col·locar el metall nu entre els dos", sota una nau vikinga i sota "d'Ulrica a Javier Otalora". Borges havia afirmat moltes vegades no témer la mort.

## Premis, distincions i homenatges
Va rebre importants premis i distincions de diverses universitats i governs de diversos països. El 1961 va compartir amb Samuel Beckett el Premi Formentor atorgat pel Congrés Internacional d'Editors, i que va ser el començament de la seva reputació en tot el món occidental. Va rebre després el títol de Commendatore pel govern italià, el de Comandant de l'orde de les Lletres i Arts pel govern francès, la Insígnia de Cavaller de l'orde de l'Imperi britànic i el Premi Cervantes, entre altres guardons i títols. La seva obra va ser traduïda a més de vint-i-cinc idiomes i portada al cinema i a la televisió.
El 1999, el govern argentí va emetre una sèrie de monedes commemoratives pel centenari del naixement de Borges. El govern de la ciutat de Buenos Aires organitza visites guiades gratuïtes sobre punts de la ciutat que van tenir a veure amb Borges; un tram del carrer de Serrano, del barri de Palermo, va ser rebatejat com a Jorge Luis Borges en honor de l'escriptor. De manera similar, un banc del jardí zoològic de Buenos Aires ens recorda l'escriptor amb un panell, que indica que era en aquell banc on Borges s'asseia per mirar els tigres, pels quals sentia fascinació.
Alguns dels diversos premis, distincions i homenatges rebuts per Borges durant la seva vida:
- 1929. Dona a conèixer el seu tercer llibre de poemes, Cuaderno San Martín, amb el qual guanya el segon Premi Municipal de Poesia de Buenos Aires.
- 1944. La seva obra Ficcions rep de la Sociedad Argentina de Escritores (Sade) el Gran Premi d'Honor.
- 1955. Borges és elegit membre de l'Acadèmia Argentina de Lletres.
- 1956. És nomenat catedràtic titular a la Universitat de Buenos Aires i rep un doctorat honoris causa de la Universitat de Cuyo.
- 1961. Comparteix amb Samuel Beckett el Premi Internacional de Literatura (10 mil dòlars), atorgat pel Congrés Internacional d'Editors de Formentor, Mallorca. És condecorat pel president d'Itàlia, Giovanni Gronchi, amb l'orde de Commendatore.
- 1962. Rep a Buenos Aires el Gran Premi del Fons Nacional de les Arts. Rep la insígnia de Commandeur de l'Ordre des Lettres et des Arts del govern de França.
- 1963. El desembre és nomenat doctor honoris causa per la Universitat dels Andes, a Colòmbia.
- 1964. El govern peruà li atorga l'orde del Sol en el grau de comanador. La revista francesa L'Herne li dedica un número especial monogràfic d'homenatge, amb nombroses col·laboracions nacionals i estrangeres.
- 1965. Rep en el Regne Unit la insígnia de cavaller de l'Imperi britànic, on se li atorga el títol de sir. Rep la medalla d'or del IX Premi de Poesia de la ciutat de Florència.
- 1966. La comuna de Milà li lliura el Premi Internacional Madonnina. La Fundació Ingram Merril de Nova York li concedeix el seu premi literari (5 mil dòlars).
- 1968. És nomenat membre de l'Acadèmia d'Arts i Ciències dels Estats Units. Rep del govern d'Itàlia les insígnies de Gran Oficial de l'orde al Mèrit de la República Italiana.
- 1970. La Fundació Biennal de São Paulo (Brasil) li atorga el Premi Interamericà de Literatura 'Matarazzo Sobrinho' (25 mil dòlars), el més important del país, durant el Primer Seminari de Literatura de les Amèriques. Se'l nomena membre de la The Hispanic Society of America, Nova York.
- 1971. Viatja als Estats Units per rebre els nomenaments de l'American Academy of Art and Letter de Nova York i de l'Institut d'Arts i Lletres dels Estats Units (INAL) com a membre honorari d'ambdues institucions. A Israel, rep el Premi de Jerusalem (2 mil dòlars). És nomenat doctor honoris causa per la Universitat de Colúmbia, Nova York. A l'abril viatja a Londres, convidat per l'Institut d'Art Contemporani que l'incorpora com a membre del seu cos docent. La Universitat d'Oxford li confereix el títol de doctor honoris causa com a doctor en Lletres.
- 1972. Viatja als Estats Units per rebre el doctorat honoris causa en Humanitats per la Universitat d'East Lansing, Michigan. Al setembre, se'l nomena membre del Museo Judío de Buenos Aires.
- 1973. La Municipalidad de Buenos Aires el declara ciutadà il·lustre. Viatja juntament amb Claude Forns de Acevedo a Espanya i Mèxic, on rep el Premi Internacional Alfonso Reyes.
- 1974. A Milà, Franco Maria Ricci publica el conte El congrés en una edició de luxe amb lletres d'or.
- 1976. Rep el títol de doctor honoris causa de la Universitat de Cincinnati. El govern xilè li atorga la Gran Creu de l'orde al Mèrit Bernardo O'Higgins. Viatja a Xile, on rep el títol de doctor honoris causa per la Universitat de Santiago.
- 1977. Rep el títol de doctor honoris causa per la Universitat de La Sorbona. Li atorga el mateix títol la Universitat de Tucumán.
- 1978. És declarat ciutadà meritori de Bogotà.
- 1979. L'Acadèmia Francesa el distingeix amb una medalla d'or. Rep l'orde al Mèrit de la República Federal Alemanya i la Creu Islandesa del Falcó en el grau de comanador amb estrella. Se li fa un homenatge nacional al Teatre Cervantes, amb motiu de complir els vuitanta anys.
- 1980. Rep el Gran Premi de l'Acadèmia Reial Espanyola, el Miguel de Cervantes (5 milions de pessetes), atorgat pel Ministeri de Cultura d'Espanya. El comparteix amb el poeta espanyol Gerardo Diego. Rep a París el premi Cino del Duca (200 mil francs).
- 1981. Sandro Pertini, president d'Itàlia, li lliura el premi Balza (140 mil dòlars). Viatja als Estats Units, Puerto Rico i Mèxic, on rep el premi sutge Yoliztli (70 mil dòlars).
- 1983. En la seva última visita a Espanya, rep la Gran Creu d'Alfons X el Savi. A París, el president Miterrand li fa lliurament de la Legió d'Honor. Recull als Estats Units el premi de la Fundació Ingersoll (15 mil dòlars).
- 1984. A Sicília, rep una rosa d'or com a homenatge i símbol de la saviesa. Torna als Estats Units, on l'editor italià Ricci li lliura 84 lliures esterlines d'or, una per cada any de vida. Torna a Itàlia, rep de mans del president Pertini la Gran Creu de l'orde al Mèrit. Va al Marroc i a Lisboa, on és condecorat.

Malgrat el seu enorme prestigi intel·lectual i el reconeixement universal que ha merescut la seva obra, no va ser distingit amb el Premi Nobel de Literatura, no obstant haver estat nominat per molts anys consecutius. S'especula que va ser exclòs de la possibilitat d'obtenir per haver acceptat un premi atorgat pel govern militar d'Augusto Pinochet.

## Obra
Borges, a més de contes, va escriure poesia, assajos i una considerable quantitat de crítica literària i pròlegs. Va editar nombroses antologies i va ser un prominent traductor d'anglès, francès i alemany (també va traduir obres de l'anglès antic i de l'escandinau antic). La seua ceguesa, desenvolupada igual que son pare durant l'edat adulta, va influir enormement en la seua escriptura posterior.
Entre els seus interessos intel·lectuals, destaquen la mitologia, la matemàtica, la teologia, la filosofia i, com a integració d'aquestes, el sentit borgià de la literatura com a recreació —tots estos temes són tractats unes vegades com a joc i d'altres amb la major seriositat. Borges va viure la major part del segle xx, per la qual cosa va viure el període modernista de la cultura i la literatura, especialment el simbolisme. La seua ficció és profundament erudita i sempre concisa.
Igual que el seu contemporani Vladimir Nabokov i l'un poc més vell James Joyce, Borges combinava l'interès per la seua terra natal amb interessos molt més amplis. També compartia el seu multilingüisme i el seu gust per jugar amb el llenguatge, però a diferència de Nabokov i Joyce, que amb el pas del temps es van dedicar a la creació d'obres més grans, Borges sempre va ser un miniaturista; per exemple, mai no va escriure una novel·la. També en contrast amb Joyce i Nabokov, el treball de Borges va anar allunyant-se del que ell anomenava "el barroc".
La majoria de les seues històries més populars tracten sobre la naturalesa del temps, l'infinit, els espills, laberints, la realitat i la identitat; mentre d'altres se centren en temes fantàstics. El mateix Borges conta històries més o menys reals de la vida sud-americana; històries d'herois populars, soldats, gautxos, detectius i figures històriques, mesclant la realitat amb la fantasia i els fets amb la ficció.
Al marge de la ficció, la seua obra és abundant i valuosa, inclosa l'aguda crítica literària i de cinema, biografies curtes i assajos filosòfics. Va explorar a més, des d'un punt de vista empíric o racional els temes de les seues obres de ficció. En articles com "La història del tango" i "Els traductors de Les mil i una nits", va escriure lúcidament sobre fets i elements segurament autobiogràfics.
Sobre Les mil i una nits (Arabian Nights, en la seua versió anglesa), hi ha una anècdota que deixa en evidència la subtil i aguda ironia de Borges. Una vegada va donar una conferència en la Universitat Harvard sobre aquesta obra. En finalitzar, un universitari se li va acostar i, amb una gran dosi d'ingenuïtat i ignorància sobre el tema, li va preguntar, si, per a informar-se'n més, havia d'inscriure's en el curs sobre la cultura àrab. A la qual cosa, Borges va respondre: "No, ha d'inscriure's en el de nits".

### Traduccions
A l'edat de 10 anys, va traduir Oscar Wilde. Borges creia que la traducció podia superar l'original i que l'alternativa i potencialment contradictòria revisió de l'original podia ser igualment vàlida, més encara, que l'original o la traducció literal no tenia per què ser fidel a la traducció. Al llarg de la seua vida, va traduir, modificant subtilment, el treball de, entre d'altres, Edgar Allan Poe, Franz Kafka, Hermann Hesse, Rudyard Kipling, Herman Melville, André Gide, William Faulkner, Walt Whitman, Virginia Woolf i G. K. Chesterton.

### Deixebles contemporanis
Si bé Borges no va tenir deixebles directes que hagués reconegut, perquè això suposaria una estètica i una escola previsibles en què ell mateix no creia, hi ha autors contemporanis que, d'acord amb els seus crítics, han rebut la seva influència de manera directa. El fet que hagueren conegut Borges personalment i hagueren llegit la seva obra en espanyol, pot haver influït en les obres de Josyanne Sauvigneau, Daniel Herrendorf, Carlos Fuentes i Umberto Eco. La influència que Borges ha tingut posteriorment, tanmateix, ha estat enorme, especialment en autors de literatura postmoderna com Thomas Pynchon.

### Col·leccions
- Inquisiciones (1925).
- Discusión (1932).
- Poemas (1943).
- Ficciones (1944).
- El Aleph (1949).
- El hacedor (1960)
- El informe de Brodie (1970).
- El oro de los tigres (1972)
- El libro de arena (1975).
- Libro de sueños (1976).
- Nueva antología personal (1980).

### Contes
- "Funes el memorioso" (1940). Inclòs a Ficciones
- "Tlön, Uqbar, Orbis Tertius" (1940). Inclòs a Ficciones
- "La biblioteca de Babel" (1941). Inclòs a Ficciones
- "El Zahir" (1949). Inclòs a El Aleph
- "El inmortal" (1949). Inclòs a El Aleph
- "El libro de arena" (1975). Inclòs a El libro de arena. El protagonista del conte és un llibre infinit i caòtic. Premonitori, potser, de la xarxa Internet. Hi ha moltes referències que relacionen el conte amb la Xarxa.[10][11][12]

### Obra diversa

#### Literatura gauchesca
- 1950. Aspectos de la literatura gauchesca.[13]

#### Literatura anglesa
- 1965. Introducción a la literatura inglesa. Juntament amb María Esther Vázquez.[14]

#### Literatures germàniques
Borges fou un estudiós i divulgador de tres literatures germàniques de tres grups tribals relacionats per la mitologia i els costums, i amb llengües afins. Les seves antologies parlen de la bíblia d'Úlfila, de la literatura saxona d'Anglaterra, de la literatura germànica alemanya i de la literatura escandinava.
Va publicar dues obres sobre el tema creades en col·laboració amb dues escriptores.
- 1951. Antiguas literaturas germánicas, manual y antología de la poesía anglosajona. Borges y Delia Ingenieros.[15]
- 1965. Las literaturas germánicas medievales. María Esther Vázquez.[16]